# Callicostella frateri
Callicostella frateri är en bladmossart som beskrevs av Brotherus och William Walter Watts 1915. Callicostella frateri ingår i släktet Callicostella och familjen Hookeriaceae. Inga underarter finns listade i Catalogue of Life.